# Xinle-Kultur
Die Xinle-Kultur (chinesisch 新樂文化 / 新乐文化, Pinyin Xīnlè wénhuà, englisch Xinle Culture, auch Xinle-Kultur der Unteren Schicht 新乐下层文化 genannt) ist die früheste neolithische Kultur in Nordostchina, die im Gebiet des Unteren Liao-Flusses (Xia Liao He diqu) in Liaoning verbreitet war. Sie wurde 1973 entdeckt und wird auf die Zeit von 5500 bis 4800 v. Chr. datiert.
Es fanden sich Zeugnisse der Kultivation von Rispenhirse (黍,  shǔ, englisch broomcorn millet – „Panicum miliaceum“) und der Domestizierung von Schweinen.
Die namensgebende Xinle-Stätte wurde an der Westseite des Beiling-Parks (北陵) entdeckt, an der Grenze der Stadtbezirke Huanggu und Yuhong von Shenyang in der Provinz Liaoning der Volksrepublik China entdeckt.
An Werkzeugen wurden hauptsächlich geschlagene Steingeräte, u. a. Mikrolithe, und geschliffene Steingeräte entdeckt. An Töpfereierzeugnissen gibt es viele jiashatao-Töpfereierzeugnisse  (jiāshātáo 夹砂陶), hauptsächlich mit eingepressten “之” (zhī)-zeichenförmigen Linien-Ornamenten und mit „Bogensehnenmustern“ (xiánwén 弦纹; engl. bow-string pattern) dekoriert, an Gefäßformen gibt es einfache tiefe bauchförmige guàn 罐-Gefäße (Krüge) und „Gefäße mit schrägem Mund“ (xiékǒuqì 斜口器). Es wurden relativ viele außergewöhnlich feine Gagat (black amber)- sowie Achat- und Jade-Artefakte entdeckt, die alle nicht an diesem Ort hergestellt worden sind.
Entdeckte Behausungen hatten eine Grundfläche von zwanzig bis hundert Quadratmetern.
Die Xinle-Stätte (Xīnlè yízhǐ 新乐遗址 Xinle site) – in deren mittlerer Schicht auch Relikte des Pianbaozi-Kultur-Typs (ebenfalls im Gebiet des Unteren Liao-Flusses verbreitet) entdeckt wurden – steht seit 2001 auf der Liste der Denkmäler der Volksrepublik China (5-24).

## Museum
1984 wurde das Xinle-Stätten-Museum (Xinle yizhi bowuguan) gegründet, wo ein rekonstruiertes siebentausend Jahre altes Dorf und Darstellungen des Alltagslebens der Zeit zu sehen sind.

## Bilder
|  |  |  |
|  |  |  |

## Nachschlagewerke
- Cihai („Meer der Wörter“), Shanghai cishu chubanshe, Shanghai 2002, ISBN 7-5326-0839-5
- Zhongguo da baike quanshu: Kaoguxue (Große chinesische Enzyklopädie: Band Archäologie). Zhongguo da baike quanshu chubanshe, Beijing 1986